# Sainthelenia athroclada
Sainthelenia athroclada là một loài Rêu trong họ Brachytheciaceae. Loài này được (Mitt.) Ignatov & Wigginton mô tả khoa học đầu tiên năm 2008.